# Râul Valea lui Dan, Geamărtălui
Râul Valea lui Dan este un curs de apă, afluent al râului Geamărtălui. 